# NikitA
NikitA è stato un gruppo musicale ucraino fondato nel 2008 da Jurij Nikitin, e scioltosi nel 2017. Il singolo di esordio fu Mašina nel 2008, che ha anticipato l'album in studio di debutto omonimo.
Originariamente le NikitA erano un duo, costituito da Daša Astaf"jeva e Julija Kavtaradze, ed è stato così fino al 2011, anno in cui quest'ultima lasciò il gruppo e venne sostituita da Anastasija Kumejko. L'anno successivo si aggiunse anche Julija Bryčkivs'ka.

## Formazione
Attuale
- Daša Astaf"jeva (2008-2017)
- Anastasija Kumejko (2011-2017)

Ex componenti
- Julija Kavtaradze (2008-2011)
- Julija Bryčkivs'ka (2012-2016)

## Discografia

### Album in studio
- 2009 – Mašina
- 2014 – Chimija

### Singoli
- 2008 – Mašina
- 2008 – Zajčik
- 2009 – Soldat
- 2009 – Verëvkyj
- 2011 – Iskusaju
- 2011 – Bite
- 2011 – 20:12
- 2011 – My Love
- 2012 – Ėto čuvstvo
- 2012 – Avokado
- 2013 – Sinee plat'e
- 2013 – Igra
- 2013 – Johnny Go!
- 2014 – Chimija
- 2014 – Chozjain
- 2015 – Vodopadom
- 2015 – Delaj
- 2015 – Vdychaj